# Mladá scéna
Mladá scéna je český regionální divadelní soubor, který vznikl v roce 1981 jako součást Kulturního a společenského střediska v Ústí nad Labem.
Jeho domovskou scénou byl Lidový dům v ústecké čtvrti Předlice. V roce 1992 přesídlil do nově otevřeného Kulturního domu Corso v ústecké čtvrti Krásné Březno. Po jeho uzavření v rámci restrikce výdajů města se v roce 2008 přesunul do prostor Domu kultury v centru Ústí nad Labem.
Výraznou a vůdčí osobností se stal jeden z "otců" zakladatelů Pavel Trdla. V začátcích s ním spolupracovali i Ladislav Tomáš Mastík a Petr Bejbl. 
V roce 1985 přišla do souboru (mimo jiné) i Kristina Herzinová, která se postupně stala nejen výraznou hereckou posilou, ale i výtvarnicí, návrhářkou kostýmů a dokonce kmenovou autorkou. Společně s Pavlem Trdlou drželi pevně souborové otěže až do konce roku 2022. V současné době Mladá scéna prochází výraznou změnou svého zaměření. 
Soubor se doposud orientoval převážně na tvorbu pro děti a mládež, viz realizované inscenace, založené na výrazné výtvarné složce a technickém zpracování.